# Зігфрід Штрелов
Зігфрід Штрелов (нім. Siegfried Strelow; 15 квітня 1911, Кіль — 9 липня 1943, Атлантичний океан) — німецький офіцер-підводник, корветтен-капітан крігсмаріне. Кавалер Лицарського хреста Залізного хреста.

## Біографія
7 квітня 1931 року вступив на флот. Служив торпедним офіцером на лінійному кораблі «Шлезвіг-Гольштейн», броненосці «Адмірал граф Шпее» і ескадреному міноносці «Ріхард Байцен», потім служив на катерах S-9 і S-11, командував торпедним катером G-11, «Альбатрос», «Лев», був торпедним офіцером легкого крейсера «Лейпциг». В квітні 1941 року переведений в підводний флот. 30 серпня 1941 року призначений командиром підводного човна U-435 (Тип VII-C), на якому зробив 8 походів (провівши в морі в цілому 249 днів), більшість — в води Арктики. Провів успішні операції проти кількох конвоїв. В січні 1943 року човен Штрелова був переведений в Брест і включений до складу 1-ї флотилії. 9 липня 1943 року U-435 був потоплений глибинними бомбами, скинутими з британського бомбардувальника. Всі 48 членів екіпажу загинули.
Всього за час бойових дій потопив 13 кораблів загальною водотоннажністю 57 023 тонни.
| Дата            | Назва корабля        | Тип                      | Тоннаж | Вантаж                                                                               | Екіпаж | Загинули | Країна             | Конвой  |
| --------------- | -------------------- | ------------------------ | ------ | ------------------------------------------------------------------------------------ | ------ | -------- | ------------------ | ------- |
| 30 березня 1942 | Effingham            | Торговий пароплав        | 6,421  | 4672 тонни генеральних вантажів, включаючи вибухівку                                 | 43     | 12       | США                | PQ-13   |
| 13 квітня 1942  | El Occidente         | Торговий пароплав        | 6,008  | Частина вантажу — хромова руда як баласт                                             | 41     | 20       | Панама             | QP-10   |
| 13 квітня 1942  | Harpalion            | Торговий пароплав        | 5,486  | 600 тонн мінеральних руд (переважно марганцевої) як баласт                           | 70     | 0        | Британська імперія | QP-10   |
| 20 вересня 1942 | HMS Leda (J93)       | Тральщик типу «Гальсіон» | 835    |                                                                                      | 134    | 47       | Британська імперія | QP-14   |
| 22 вересня 1942 | Bellingham           | Торговий пароплав        | 5,345  | 6100 тонн мінеральної руди і шкір                                                    | 75     | 0        | США                | QP-14   |
| 22 вересня 1942 | RFA Gray Ranger      | Танкер-заправник         | 3,313  | Баласт                                                                               | 39     | 6        | Британська імперія | QP-14   |
| 22 вересня 1942 | Ocean Voice          | Торговий пароплав        | 7,174  | 858 стандартів деревини і 1121 тонн сульфітної маси                                  | 89     | 0        | Британська імперія | QP-14   |
| 29 грудня 1942  | Empire Shackleton    | КАТ судно                | 7,068  | 2000 тонн генеральних вантажів, 1000 тонн боєприпасів і літаків                      | 62     | 0        | Британська імперія | ONS-154 |
| 29 грудня 1942  | Norse King           | Торговий пароплав        | 5,701  | 5453 тонни вугілля                                                                   | 37     | 0        | Норвегія           | ONS-154 |
| 30 грудня 1942  | HMS Fidelity (D57)   | Пароплав SBS             | 2,456  | 51 морський піхотинець, 43 вцілілих з Empire Shackleton і 2 десантні кораблі         | 378    | 368      | Британська імперія | ONS-154 |
| 30 грудня 1942  | HMS LCV-752 (вантаж) | Десантний корабель       | 10     |                                                                                      |        |          | Британська імперія | ONS-154 |
| 30 грудня 1942  | HMS LCV-754 (вантаж) | Десантний корабель       | 10     |                                                                                      |        |          | Британська імперія | ONS-154 |
| 17 березня 1943 | William Eustis       | Торговий пароплав        | 7,196  | 7000 тонн цукру і 600 тонн продуктів харчування, включаючи молоко, яйця і сухофрукти | 72     | 0        | США                | HX-229  |

## Звання
- Кандидат в офіцери (7 квітня 1931)
- Морський кадет (14 жовтня 1931)
- Фенріх-цур-зее (1 січня 1933)
- Оберфенріх-цур-зее (1 січня 1935)
- Лейтенант-цур-зее (1 квітня 1935)
- Оберлейтенант-цур-зее (1 січня 1937)
- Капітан-лейтенант (1 жовтня 1939)
- Корветтен-капітан (1 липня 1943)

## Нагороди
- Медаль «За вислугу років у Вермахті» 4-го класу (4 роки)
- Залізний хрест
  - 2-го класу (25 квітня 1940)
  - 1-го класу (25 травня 1940)
- Нагрудний знак підводника (27 жовтня 1942)
- Лицарський хрест Залізного хреста (27 жовтня 1942)